# I Zbór Kościoła Chrześcijan Baptystów w Krakowie
I Zbór Kościoła Chrześcijan Baptystów w Krakowie – należy do jednej z najstarszych społeczności baptystycznych w Małopolsce. Jego historia sięga roku 1932 i jest związana z historią zborów w Krynicy-Zdroju i Tarnowie. W 1932 roku odbył się pierwszy chrzest w Wiśle osób należących do kształtującej się wówczas wspólnoty, wtedy też miało miejsce formalne ukonstytuowanie się zboru.
W latach 1936–1966 nabożeństwa krakowskich baptystów odbywały się przy ulicy Dajwór 10, następnie społeczność mogła uczestniczyć w nabożeństwach w budynku przy ulicy Stanisława Wyspiańskiego w dzielnicy Łobzów. W roku 1999 pastorem zboru został Zbigniew Sobczak. W roku 2009 w zborze było 87 ochrzczonych członków. Pod koniec 2010 roku jedna z placówek I Zboru przeniosła się z Nowej Huty (os. Willowe) do Wieliczki. W pierwszej dekadzie XXI wieku zbór prowadził także własną gazetkę zatytułowaną "Droga". 
W roku 1990 zbór rozwinął działalność społeczną, zakładając klub dla dzieci "Uśmiech", ponadto prowadzona jest także działalność artystyczna (np. koncerty) o charakterze ewangelizacyjnym. I Zbór baptystyczny w Krakowie współpracuje również z innymi zborami baptystycznymi w Polsce i za granicą.